# هانا ساندستروم
هانا ساندستروم (15 أغسطس 1995 بالسويد - ) هي لاعبة كرة قدم سويدية في مركز الوسط.

## وصلات خارجية
- هانا ساندستروم على موقع قاعدة بيانات كرة القدم.إي يو (الإنجليزية)
- هانا ساندستروم على موقع Soccerway.com (الإنجليزية)